# Yablunytsya
Yablunytsya  (en ukrainien: Яблуниця) est un village ainsi qu'une station de ski de très petite taille, situés près de Vorokhta (Ворохта), dans l'Oblast d'Ivano-Frankivsk, dans le sud-ouest de l'Ukraine.

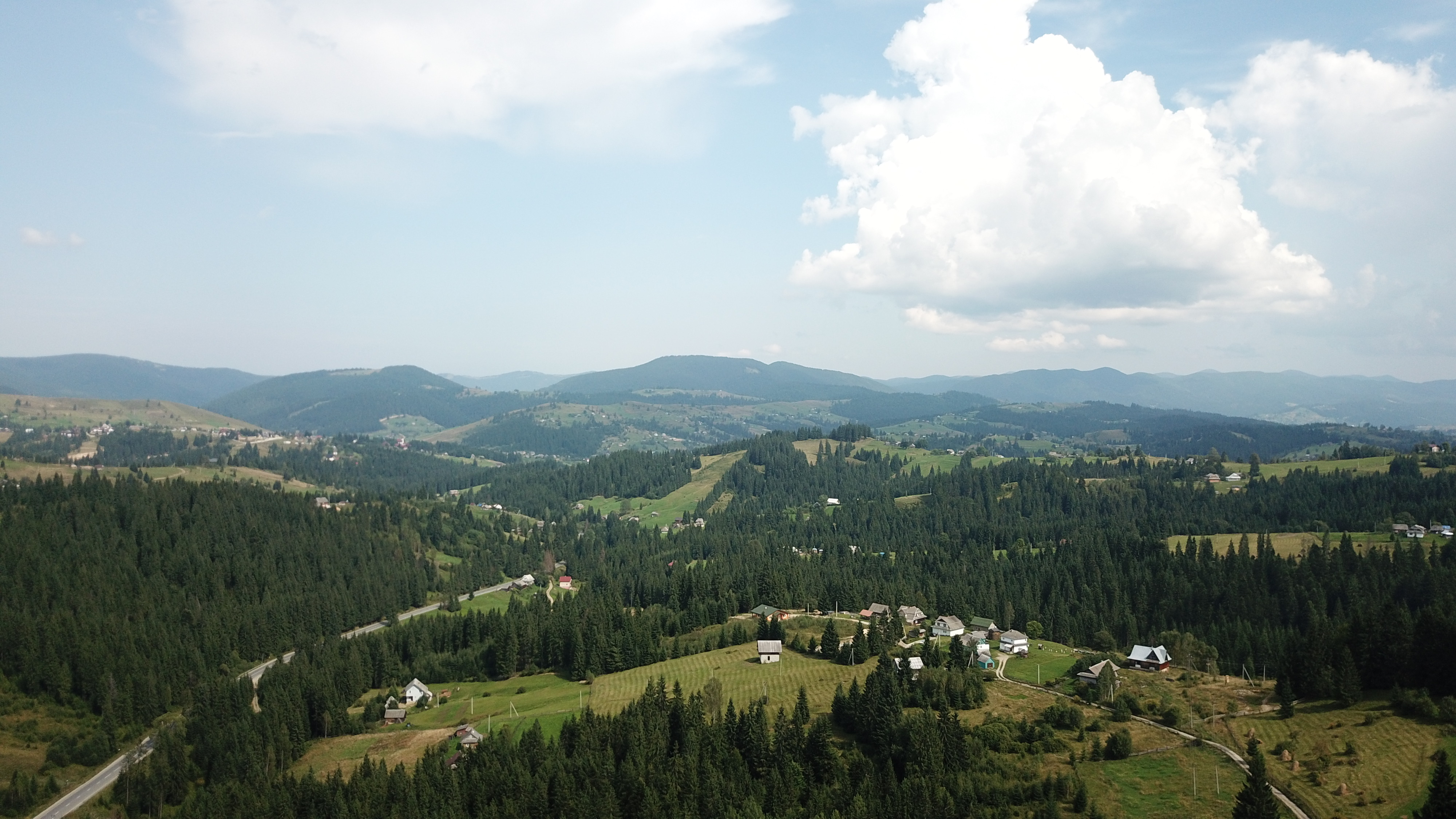
Vue aérienne.

Le domaine skiable est situé au niveau d'un col, de part et d'autre de la route principale. Les trois sous-domaines, non (mal) reliés entre eux, sont situés sur les pentes des monts Mikulinka (Микулинка), Dil (Діл) (1 045 m) et Koza (Коза). Le domaine est desservi uniquement par des téléskis, exploités par des sociétés indépendantes qui ne proposent pas d'offre tarifaire commune.

## Histoire
Au cours de la Seconde Guerre mondiale, de nombreux juifs de Hongrie sont amenés sur place et exécutés sur un site proche de Yablunytsya dans le cadre de la Shoah par balles.